# N101 (België)
De N101 is een gewestweg in de Belgische provincie Antwerpen. De weg loopt door de Haven van Antwerpen. De route heeft een lengte van ongeveer 30 kilometer.

## Traject
De N101 loopt vanaf het kruispunt met A12 in het district Berendrecht-Zandvliet-Lillo naar het westen. Via de Noordlandbrug wordt het Schelde-Rijnkanaal overspannen. De weg volgt verder de grens met Nederland en ter hoogte van het Groot Buitenschoor buigt de weg naar het zuiden, waar de Zandvliet- en de Berendrechtsluis worden overbrugd aan de kant Kanaaldok. De gewestweg loopt het grootste deel van het traject langs de rechteroever van de Schelde en heet daar Scheldelaan. Ter hoogte van afrit 12-Lillo en de Liefkenshoektunnel kruist deze gewestweg de R2. Verder worden ook de Boudewijn-, de Van Cauwelaert- en de Royerssluis overbrugd. Ten slotte loopt de N101 over de Siberiabrug en de Straatsburgbrug en eindigt aan het kruispunt met de Noorderlaan (N180). De Groenendaallaan is vanaf daar niet langer de N101 maar wel de N129.

## Bruggen
- Noordlandbrug
- Zandvlietbrug
- Berendrechtbrug
- Boudewijnbrug
- Kruisschansbrug
- Royersbrug (parallel Lefèbvrebrug)
- Siberiabrug
- Straatsburgbrug

## N101a en N101b
De N101a en N101b zijn dubbelwegen van de N101 in de haven van Antwerpen. Wanneer de bruggen van de N101 open staan kan het verkeer over de N101a en/of N101b. Wanneer de bruggen van de N101a en/of N101b open staan kan het verkeer gebruik maken van de N101.
De N101a gaat over de Zandvlietsluis en Berendrechtsluis en heeft een lengte van 1,8 kilometer. De N101b gaat over de Boudewijnsluis en Van Cauwelaertsluis en heeft een lengte van ongeveer 800 meter.

## N101c
De N101c is een onderdeel van de N101 in de havens van Antwerpen nabij de Van Cauwelaertsluis. De N101c is een nieuw stukje aangelegd weg welke over de Ordamdijkweg gaat. Het stuk N101 over de Scheldelaan vanuit de Polderdijkweg is niet meer aangesloten op de N101 over de Kruisschansbrug.

## N101d
De N101d is een aftakking van de N101 bij Zandvliet. De 2 kilometer lange route gaat vanaf de oostelijk afrit Zandvliet (11) van de A12 via de Hollandseweg naar de grens met Nederland. Onderweg kruist de route door middel van een rotonde de N101.